# Borowie (gmina)
Borowie est une gmina (commune) rurale du powiat de Garwolin, dans la Voïvodie de Mazovie, dans le centre-est de la Pologne.
Son siège administratif  est le village de Borowie, qui se trouve à environ 11 kilomètres au nord-est de Garwolin (siège de la powiat) et à 61 kilomètres au sud-est de Varsovie (capitale de la Pologne).
La gmina couvre une superficie de 80,41 km2 pour une population de 5 131 habitants en 2006.

## Histoire
De 1975 à 1998, la gmina est attachée administrativement à la voïvodie de Siedlce. Depuis 1999, elle fait partie de la voïvodie de Mazovie.

## Géographie
La gmina inclut les villages et localités suivantes :
- Borowie
- Brzuskowola
- Chromin
- Dudka
- Filipówka
- Głosków
- Gościewicz
- Gózd
- Iwowe
- Jaźwiny
- Kamionka
- Laliny
- Łętów
- Łopacianka
- Nowa Brzuza
- Słup Drugi
- Słup Pierwszy
- Stara Brzuza
- Wilchta

### Gminy voisines
La gmina de Borowie est voisine des gminy suivantes :
- Garwolin
- Górzno
- Latowicz
- Miastków Kościelny
- Parysów
- Stoczek Łukowski
- Wodynie

## Structure du terrain
D'après les données de 2002, la superficie de la commune de Sobolew est de 80,41 km², répartis comme tel :
- terres agricoles : 78 %
- forêts : 17 %

La commune représente 6,26 % de la superficie du powiat. 

## Démographie
Données du 1er janvier 2011 :
| description        | Total  | Total | Femmes | Femmes | Hommes | Hommes |
| ------------------ | ------ | ----- | ------ | ------ | ------ | ------ |
| Unité              | Nombre | %     | Nombre | %      | Nombre | %      |
| population         | 5 230  | 100   | 2 584  | 50,9   | 2 646  | 49,1   |
| Densité (hab./km²) | 64,1   | 64,1  | 31,9   | 31,9   | 32,1   | 32,1   |